# Schloßberg 16 (Quedlinburg)

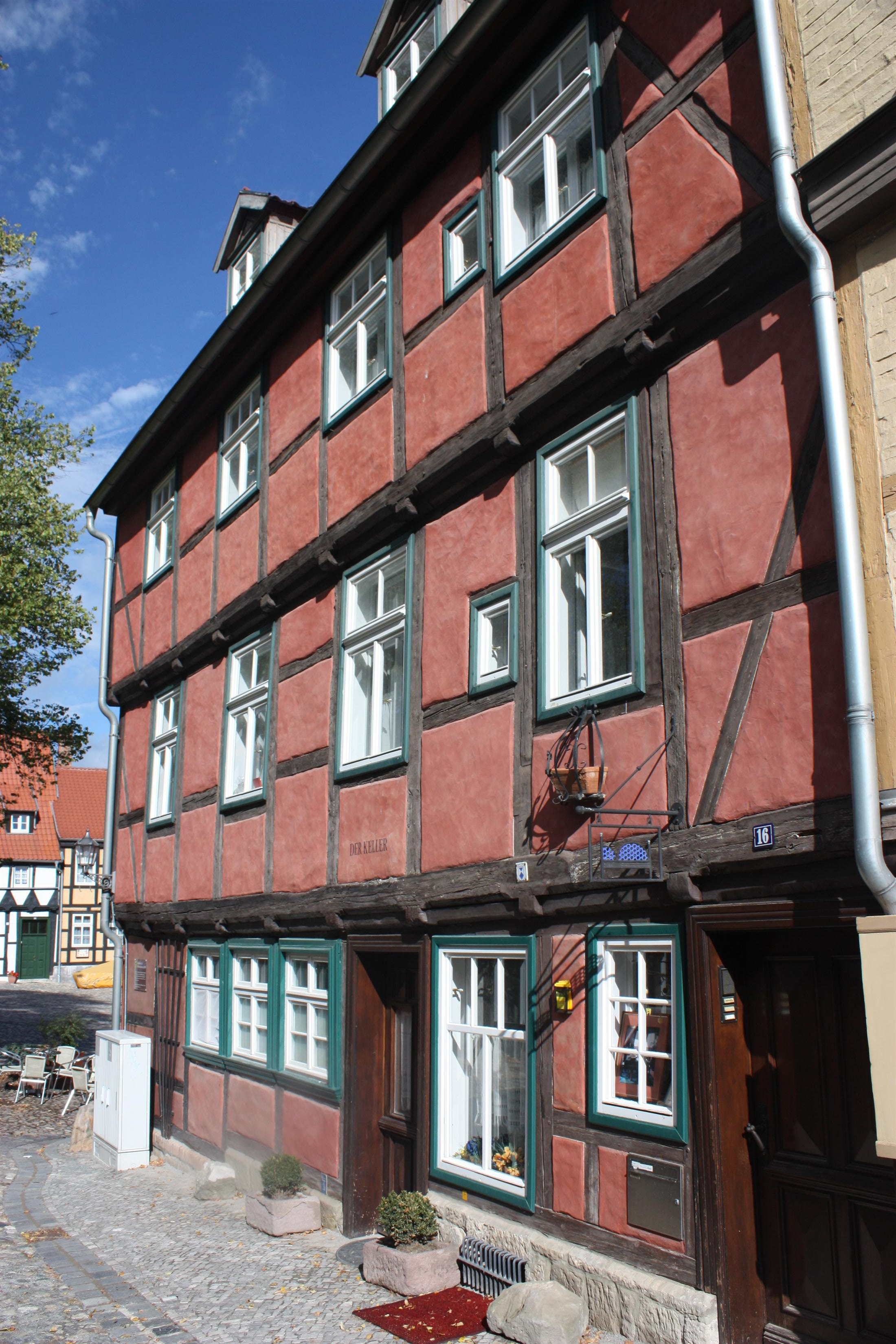
Haus Schloßberg 16

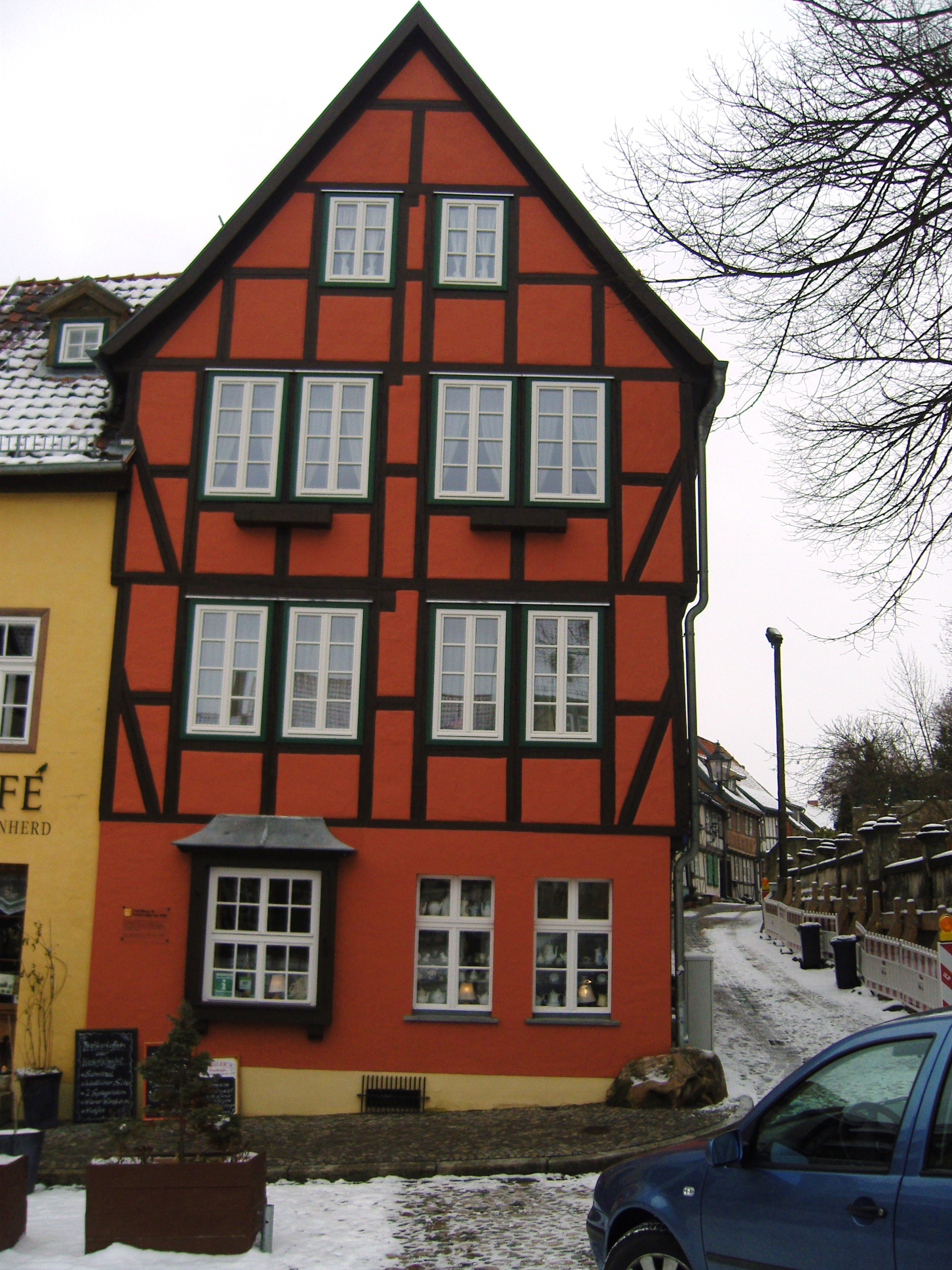
Schloßberg 16 (2013); Seitansicht

Das Haus Schloßberg 16  ist ein denkmalgeschütztes Gebäude in der Stadt Quedlinburg in Sachsen-Anhalt.

## Lage
Es befindet sich am Schlossberg, südlich der Quedlinburger Altstadt im Stadtteil Westendorf und gehört zum UNESCO-Weltkulturerbe. Unmittelbar östlich grenzt das gleichfalls denkmalgeschützte Haus Schloßberg 17 an. Im Quedlinburger Denkmalverzeichnis ist das Gebäude als Wohnhaus eingetragen.

## Architektur und Geschichte
Das dreigeschossige Fachwerkhaus entstand in der Zeit um 1740. Die Fachwerkfassade des langgezogenen Baus ist schlicht gestaltet. Es finden sich große abgeteilte Schiffskehlen. Bemerkenswert ist der am Gebäude festzustellende, für das Barock typische Abstand der Fenster.